# Сатенената пантофка
„Сатенената пантофка“ (на френски: Le Soulier de satin) е пиеса на френския драматург Пол Клодел, написана през 1929 година.
Тя е мистична драма, описваща невъзможната любов на героите в епохата на конкистадорите, като действието се развива в четири епизода в рамките на двадесет години. Заради големия брой персонажи и изключителната продължителност – около единадесет часа, – пиесата е поставяна рядко, в много случаи в съкратен вариант, както при първата ѝ постановка през 1943 година.